# Petrissa Solja
Petrissa Solja, född den 11 mars 1994 i Kandel, är en tysk bordtennisspelare.
Hon tog OS-silver i damlag i samband med de olympiska bordtennisturneringarna 2016 i Rio de Janeiro.